# キシュウミカン
キシュウミカン（紀州蜜柑、学名: Citrus reticulata 'Kinokuni'）は、柑橘類の一種であり、西日本や中日本では小ミカン、東日本ではキシュウミカンと呼ばれる。鹿児島県のサクラジマミカンは品種的にはこれと同じものである。名前は「紀州」であるが原産地は中国である。日本に入って蜜柑の名で知られるようになったが、ウンシュウミカンに対してコミカン（小蜜柑）と呼んで区別される。

## 特徴
普段「みかん」と認識されているウンシュウミカンと違い各房に種があり、果実の直径は5 センチメートル程度、重さは30〜50 グラム内外と小ぶりである。また、種のない無核紀州蜜柑もある。かつてはみかんといえばこのキシュウミカンを指すのが普通であったが、小ぶりで種があり食べづらいこと、酸味が強いなどの理由が一般消費者に敬遠され、代わりに種がなく甘みが強い温州みかんに急速に取って代わり、現在では最盛期の頃と比べ作付面積は少ない。

## 歴史
ミカンとしては最初に日本に広まった種類である。中国との交易港として古くから栄えていた肥後国八代（現熊本県八代市）の徳渕津に中国浙江省から小ミカンが伝り、高田（こうだ）みかんとして栽培され肥後国司より朝廷にも献上されていた。15世紀〜16世紀頃には紀州有田（現和歌山県有田市・有田郡）に移植され一大産業に発展したことから「紀州」の名が付けられ東日本ではキシュウミカンと呼ばれるようになった。また江戸時代の豪商である紀伊國屋文左衛門が、当時江戸で高騰していた小ミカンを紀州から運搬し富を得たとされる伝説でも有名である。

### 古木
現存する日本最古のキシュウミカンの木は、大分県津久見市にある尾崎小ミカン先祖木とされる。1157年（保元2年）に移植された樹齢800年を超える古木で、天然記念物に指定されている。
熊本県八代市高田には樹齢600年の古木があったが、1923年（大正13年）の大洪水で流されてしまった。現在は熊本県では津奈木町久子（ひさご）にある樹齢360年と推定される木が最も古く、1978年（昭和53年）に熊本県の天然記念物に指定された。しかし、台風や害虫の影響で枯れたり傷んだりした為、接ぎ木により保存が図られている。

### サクラジマミカンとの関係
サクラジマミカンは朝鮮の役の頃に熊本から鹿児島に伝わったとされる。静岡地方のみかんの起源は、江戸時代初期、徳川家康が駿府城に隠居したときに紀州から献上された木とされ、現在も駿府城（駿府城公園）に「家康公お手植えのみかんの木」として残っている。